# Eustala perdita
Eustala perdita är en spindelart som beskrevs av Bryant 1945. Eustala perdita ingår i släktet Eustala och familjen hjulspindlar. Inga underarter finns listade i Catalogue of Life.